# Tiếng Chuvash
Tiếng Chuvash (Чӑвашла Čăvašla; IPA: [tɕəʋaʂˈla]) là một ngôn ngữ Turk được nói tại miền trung nước Nga, chủ yếu là tại Cộng hòa Chuvash và các vùng lân cận. Đây là ngôn ngữ duy nhất còn tồn tại của nhánh Orghur thuộc Nhóm ngôn ngữ Turk.
Hệ thống chữ viết của tiếng Chuvash dựa phần lớn trên cơ sở bảng chữ cái Kirin, tận dụng tất cả các chữ cái trong chữ viết tiếng Nga cộng thêm bốn chữ Ӑ, Ӗ, Ҫ và Ӳ.

## Hiện trạng
Tiếng Chuvash là ngôn ngữ bản địa của người Chuvash và cũng là một ngôn ngữ chính thức của Cộng hòa Chuvash. Ngôn ngữ này được 1.640.000 người tại Nga và 34.000 người tại các quốc gia khác sử dụng. 86% người dân tộc Chuvash và 8% người dân thuộc các dân tộc khác tại Chuvashia nói rằng mình có kiến thức về tiếng Chuvash theo điều tra năm 2002. Bất chấp điều đó và việc tiếng Chuvash được dạy trong trường học và thính thoảng được sử dụng trên các phương tiện truyền thông, ngôn ngữ này đang bị đe dọa, bởi tiếng Nga chiếm ưu thế vượt trội trong hầu hết các lĩnh vực của đời sống và có ít trẻ em học ngôn ngữ này để có thể sử dụng thành thạo.

## Lịch sử
Chuvash là thứ tiếng đặc trưng nhất trong Ngữ hệ Turk và những người sử dụng các ngôn ngữ khác trong ngữ hệ không hiểu thứ tiếng này. Ngày nay, Chuvash được phân loại cùng với Khazar, Turk Avar, Bulgar và có thể là Hun là những thành viên của nhóm ngôn ngữ Orghur của Ngữ hệ Turk. Đây là ngôn ngữ duy nhất trong nhóm chưa bị tuyệt chủng. Việc kết luận tiếng Chuvash thuộc nhóm Orghur của Turk xuất hiện khi có các tranh luận rằng từ vựng của ngôn ngữ này thuộc loại r- và l- và tiêu biểu cho các ngôn ngữ khác của nhóm. Phần còn lại của Ngữ hệ Turk thuộc loại z- và š-. Trước đó, một số học giả từng coi tiếng Chuvash không thật sự là một ngôn ngữ Turk về mọi mặt nhưng coi đây là một ngôn ngữ thuộc Ngữ hệ Phần Lan-Ural bị Turk hóa.

## Chữ viết
| А а | Ӑ ӑ | Б б | В в | Г г | Д д | Е е | Ё ё |
| Ӗ ӗ | Ж ж | З з | И и | Й й | К к | Л л | М м |
| Н н | О о | П п | Р р | С с | Ҫ ҫ | Т т | У у |
| Ӳ ӳ | Ф ф | Х х | Ц ц | Ч ч | Ш ш | Щ щ | Ъ ъ |
| Ы ы | Ь ь | Э э | Ю ю | Я я |     |     |     |